# 胸甲騎兵

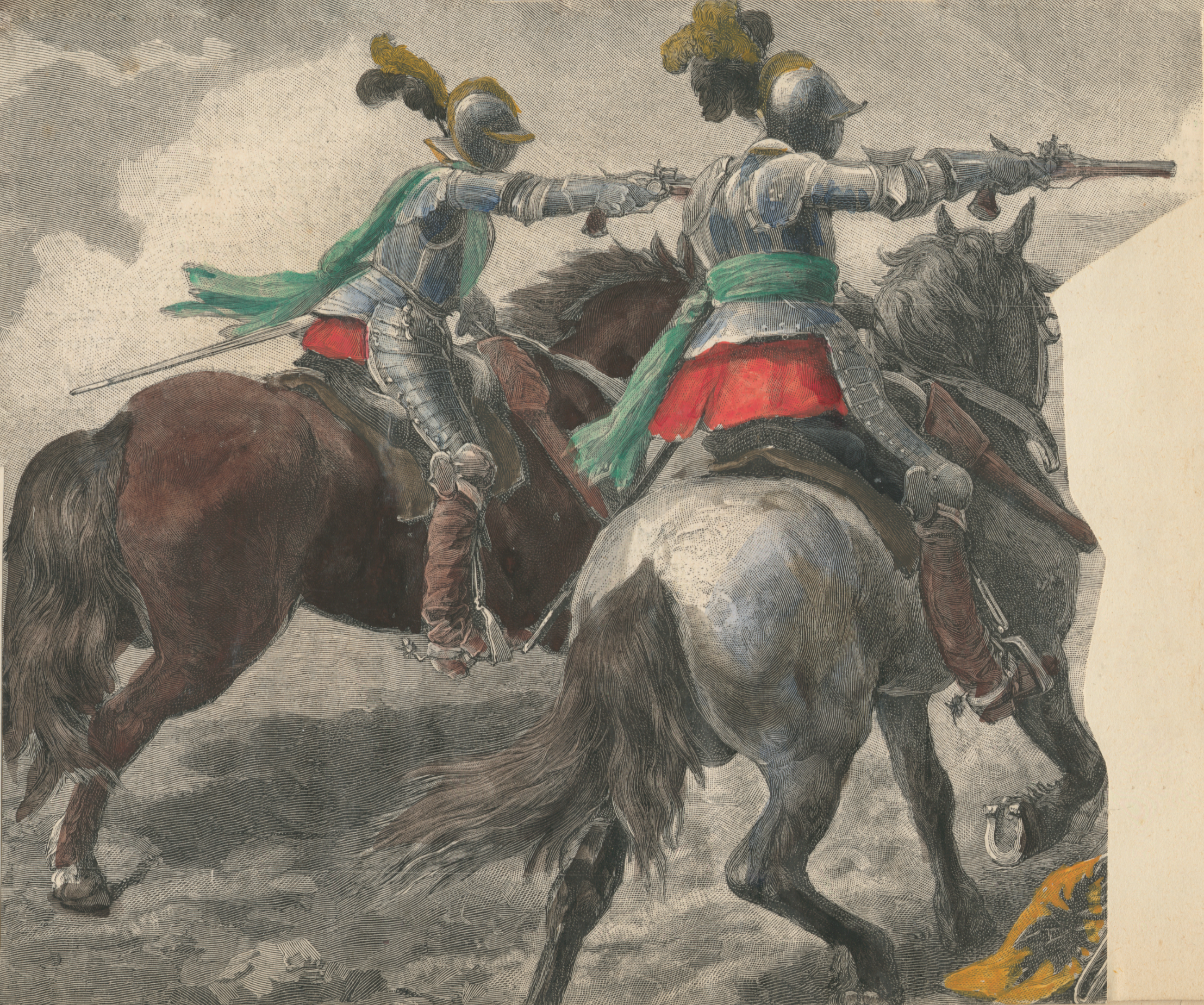
拳銃を発砲する胸甲騎兵

胸甲騎兵（きょうこうきへい、フランス語: Cuirassier、ドイツ語: Kürassier）は、近世ヨーロッパにおける騎兵の区分の一つで、重騎兵の一種である。または、騎兵科の兵職の一つである。

## 歴史

### 近世
古代から中世にかけて騎兵の主要な武器は常に槍であった。槍を装備した騎兵たちの突撃は高い攻撃力を誇り、戦場の花形として活躍していた。

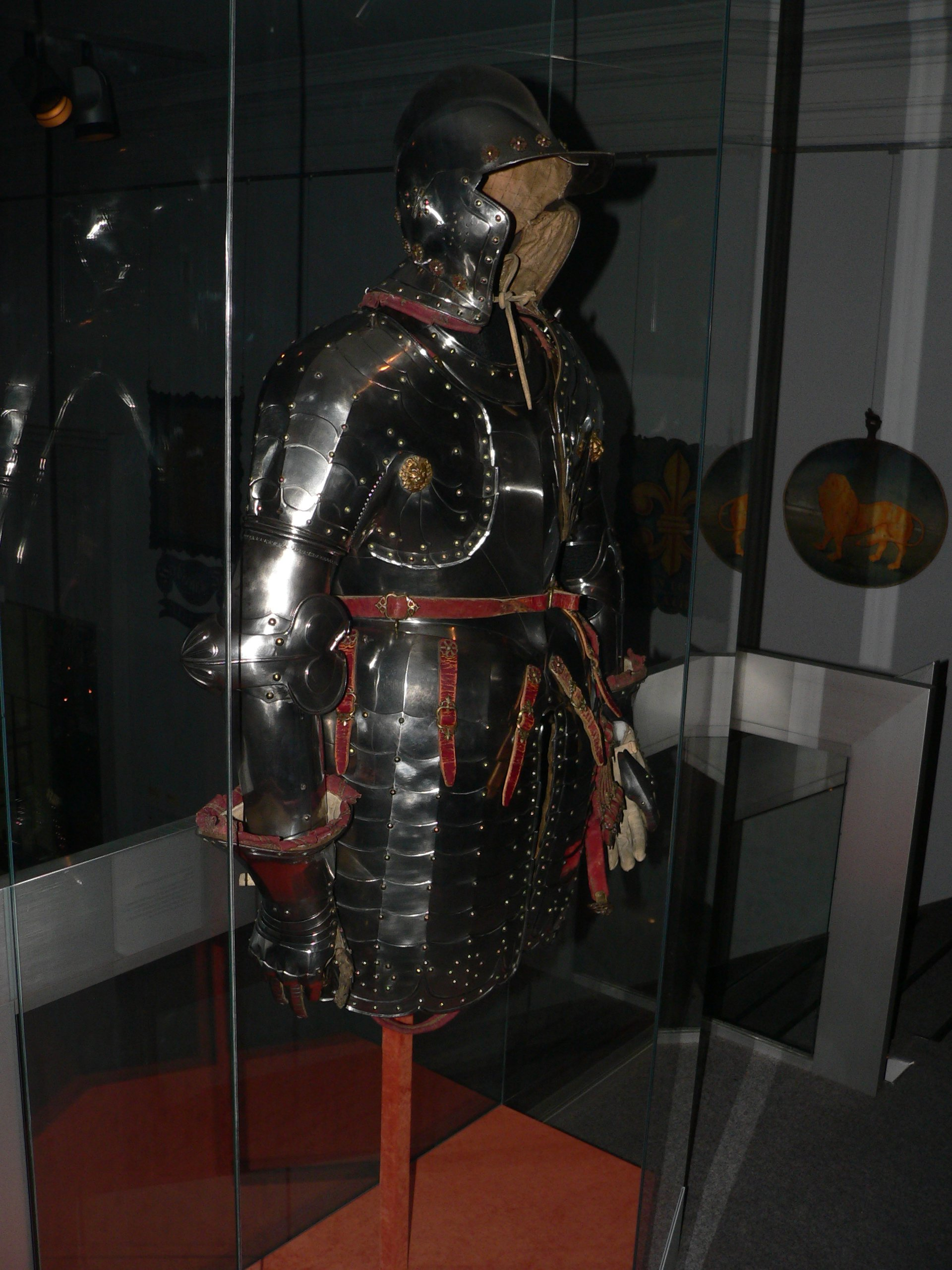
胸甲騎兵の甲冑（16世紀頃）

しかし、15世紀以降に歩兵が火器の発達によって強力な火力を手に入れ、パイク兵との混合陣形を組むようになると、それまでヨーロッパの軍隊の主力であった騎士と呼ばれる槍騎兵は、その重要性を急速に失うこととなった。これに代わって登場したのが、火器と刀剣類で武装した新しい様式の騎兵である。
16世紀にはドイツでReiterまたはSchwarze Reiter（黒騎兵）と呼ばれるホイールロック式ピストルを装備した新型の重装騎兵が普及した。17世紀には、ヨーロッパの戦場ではポーランドやハンガリーを除き、騎兵槍はほとんど使われなくなっていた。ただし18世紀になるとポーランドやロシア、ハンガリーなどで槍騎兵が復活していく。これは、騎兵が槍を装備しなくなったため、騎兵の突撃に対処するために考えられた歩兵の陣形が必要なくなり、銃を持つ歩兵が一斉射撃できるように横列隊形が主流になったためと考えられる。
1618年、三十年戦争開始当時の西ヨーロッパの騎兵は、乗馬歩兵たる竜騎兵を除いて胸甲騎兵と火縄銃騎兵の2つに分類できた。
胸甲騎兵
胸甲（Kürass）と呼ばれる頭から膝下までを覆う重い甲冑を装着し、2挺のピストルと剣で武装した重騎兵。没落した騎士の後継である。二丁のピストルを装備した胸甲騎兵が銃撃によって敵の隊列に突破口を切り開き、次に剣で斬り込む姿はどの戦場でも見られる光景となった。
火縄銃騎兵
胸甲騎兵を支援するために用いられた、より軽装の騎兵。使用する火縄銃によってさまざまな名前で呼ばれていた。カービン騎兵と区別されることもあるが、両者は大変よく似ている。

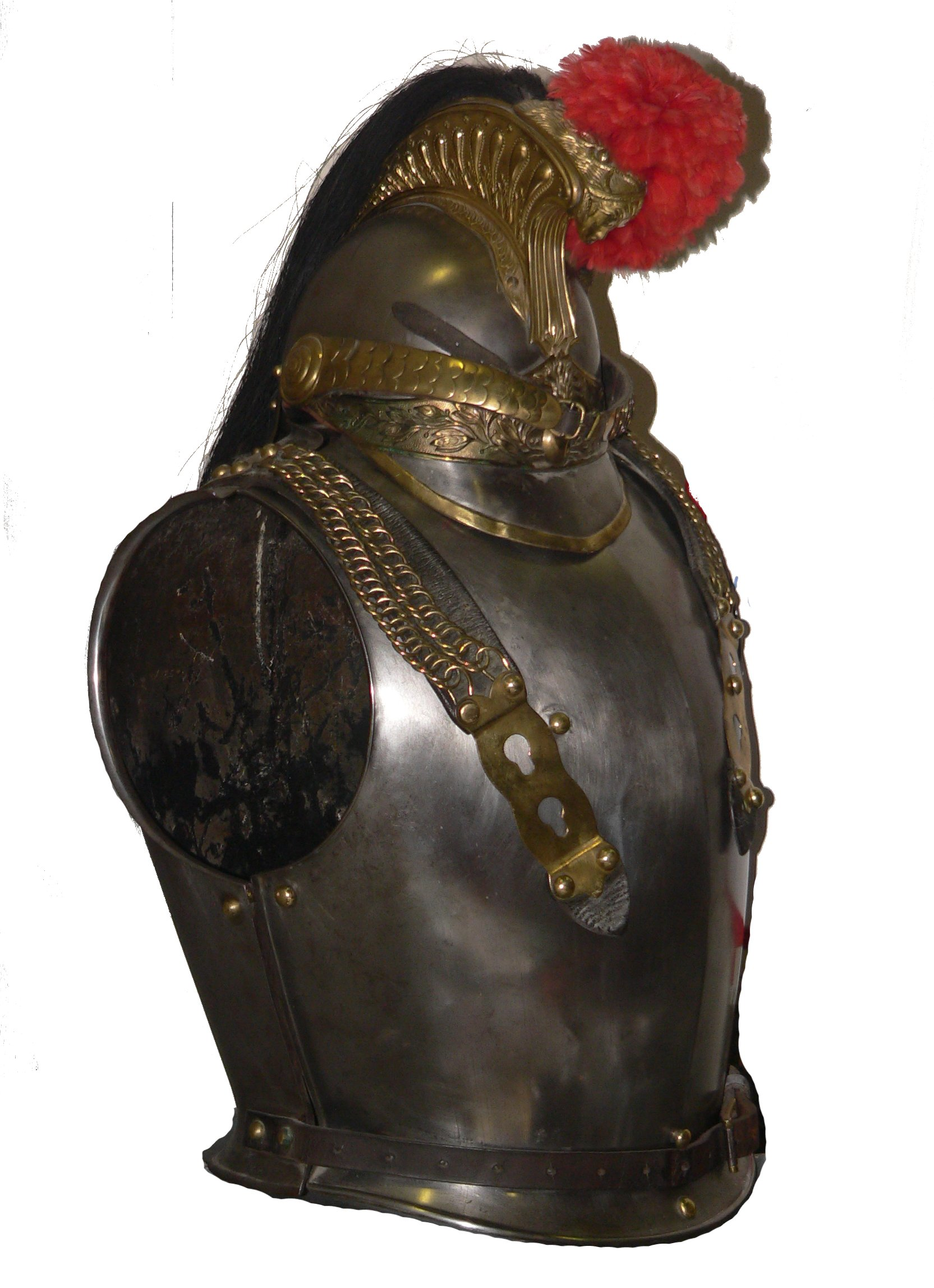
フランス式の胸甲（19世紀頃）

17世紀に入ると板金鎧をつけた騎兵は姿を消し、17世紀の戦場で用いられたのはほとんどが半甲冑だった。半甲冑もやがては衰退して、17世紀半ばごろには胸当てと兜を残すのみとなった。三十年戦争においてのスウェーデン軍の主力は、鎧を鉄兜と背当て・胸当てのみに軽量化し、重い騎兵用小銃の代わりに拳銃と剣で武装したより軽装の騎兵であった。火縄銃騎兵の装備から小銃を廃したこの騎兵を攻撃騎兵（用法としての重騎兵のこと）として戦争を勝ち抜くと、各国もこぞってこれに倣った。敵に至近距離まで接近し、拳銃の火力を最大限まで引き出すスウェーデン軍の騎兵の前では、胸甲騎兵の重い甲冑も役には立たなかったのである。スウェーデン軍はさらに徹底して最低限の鎧と拳銃すら廃し、皮革製コートとサーベルのみを装備して抜刀突撃のみを行った騎兵も存在した。17世紀の騎兵が甲冑の下に着用したバフコートと呼ばれる皮革製コートはそれだけでも刀剣類に対してある程度の防御効果があり、スウェーデン軍にはこれのみを防御の頼りとして突撃した騎兵もいた。
近代軍隊の父として知られる太陽王ルイ14世は、このスウェーデン式の騎兵をさらに発展させ、従来の重騎兵（ここでは後述の半甲冑を身に着けた胸甲騎兵を指す）を廃止し、近代的な騎兵隊を創設した。それ以降、ヨーロッパ各国でもフランス式の近代軍隊が組織されてゆき、胸甲騎兵の胸甲も以前の半甲冑から、より簡素な背当てと胸当てだけの鎧の名称に変化していった。

### 近代から現代

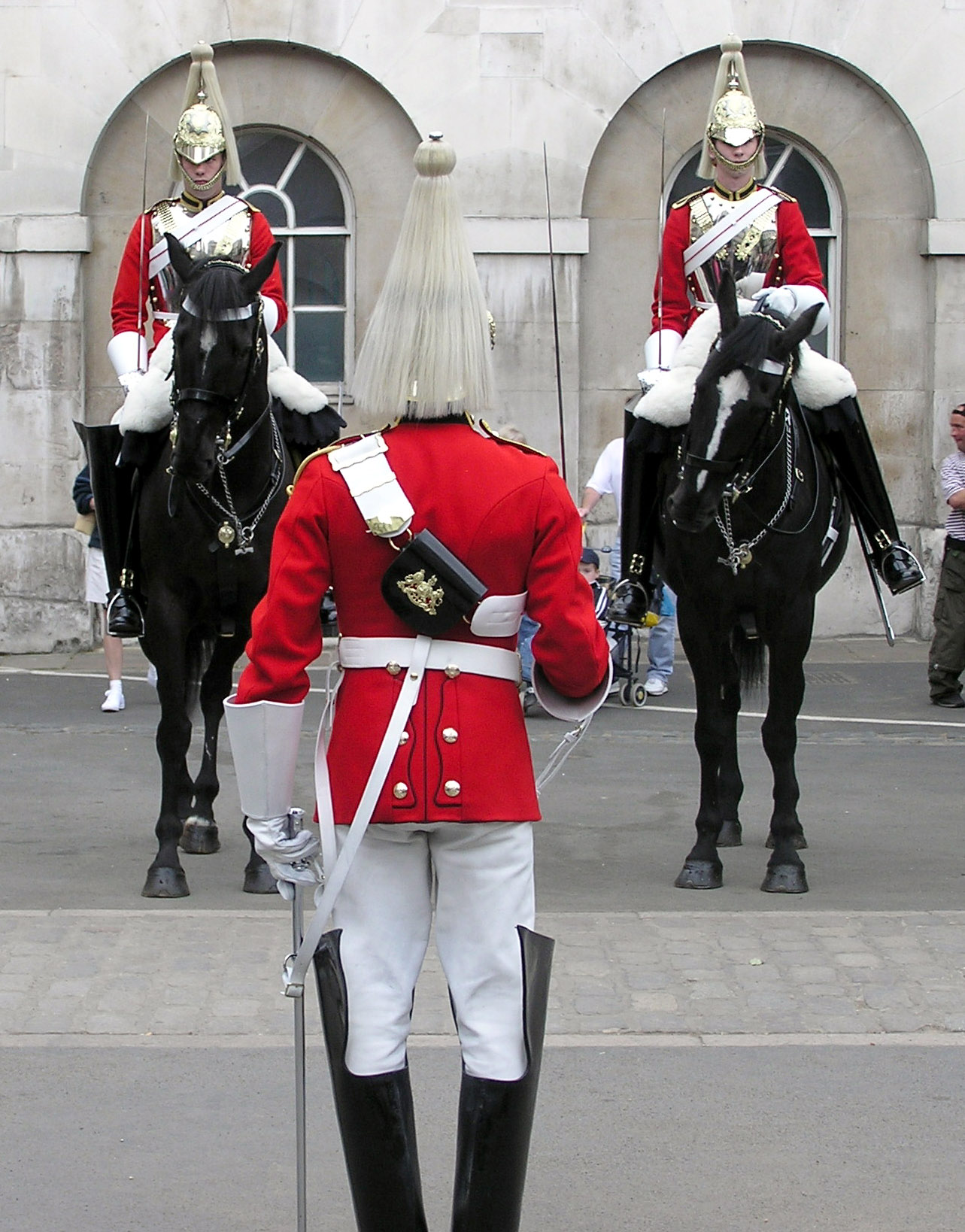
セレモニーを行うイギリスの胸甲騎兵

ナポレオン戦争では、ナポレオン・ボナパルト率いるフランス軍が騎兵による集団突撃を重視したため、胸甲騎兵は他の重騎兵とともに戦場の花形となったのである。フランス軍の胸甲騎兵はナポレオン時代最強の騎兵であり、アイラウやボロジノの戦いでその真価を見せつけた。これらの重騎兵は一般には予備兵として後方で温存され、会戦の勝敗を決する、ここぞという時に投入された。彼らは直刀型のサーベルを持って突撃した。一対のピストルやカービン銃も身に着けていたが、ほとんどの胸甲騎兵はすぐにカービン銃を持たなくなった。そして、銃弾による攻撃や敵騎兵からのサーベルや槍による攻撃に対して、兜や胸甲は非常に有効な働きをした。
しかしこのような重騎兵の運用は、ナポレオン戦争の時代を境に少しずつ衰退していった。ライフル銃や機関銃など改良されていく火器の前に、もはや騎兵の集団突撃という戦法は自殺行為に等しく、積極的に近接戦闘を行う機会も少なくなった戦場では、胸甲は近代火器を防御出来ず重いだけの無意味な装備でしかなかったのである。それでも第一次世界大戦期までは命脈を保つものの、その後は完全に戦場から姿を消した（もっとも胸甲こそ装備しないものの、騎兵は第二次世界大戦期まで命脈を保っている）。
戦場では姿を消した胸甲騎兵であるが、その名は従来、胸甲騎兵が担っていた機動力およびその高速力を生かした敵中への突破を任務とする戦車部隊、機甲部隊（フランスの第1＝第11胸甲騎兵連隊、第6＝第12胸甲騎兵連隊）や空中機動部隊（ヘリ部隊）の伝統名称として、現在でも部隊名などに用いられている。また胸甲騎兵自体も、ヨーロッパ各国のパレードやセレモニーの際に登場し、当時の華やかな様子を今に伝えている。また同時代に活躍していた擲弾兵も、現在ではエリート部隊の名称として残っている。

## 装備
胸甲騎兵をもっとも特徴付けるのは、その名の通り胸に着ける鎧（胸甲）である。一般的に銃の登場によりプレートアーマーは無用の長物と化したといわれているが、実際には銃に対抗するためにプレートアーマーはより防御力を増やす方向に発展しているのである。そのためにやむを得ず重量を減らすべく、防御面積を減らし、装甲を厚くすることで対処したのである。全身を覆うプレートアーマーが、膝下までを覆う胸甲、さらに胸部のみを覆う胸甲へと変遷していったのは、むしろ鎧が銃に対抗するために発展した形態とも解釈できる。実際に、近世イギリス軍の論文、および現存する骨董品の胸甲は銃弾を防いだものが存在し、『イギリス製鉄鋼の胸甲はピストルで撃ち抜かれるが、ドイツ製鉄鋼のそれは破損・窪み程度で致命傷を免れるほど優れている』『以後、この胸甲は一般化する』という文献もみられる。なお、イギリスの鉄鉱石はリンの含有率が多い特色があるため、ドイツ産のそれより強靭性などで見劣りする。
ちなみに、日本語の字義としては胸甲は胸部のみを防御する鎧ということになるが、これはKürassの和訳語としての胸甲という言葉が、背当てと胸当てだけの鎧になった段階以後に作られたからである。膝下まで覆っていた頃のKürassの和訳語としては、半甲冑という言葉もある。これは全身くまなく覆っていた頃の甲冑と比べて半分の面積しか防御していない甲冑といった意味合いである。